# Cuscuta yunckeriana
Cuscuta yunckeriana är en vindeväxtart som beskrevs av A. T. Hunziker. Cuscuta yunckeriana ingår i släktet snärjor, och familjen vindeväxter. Inga underarter finns listade i Catalogue of Life.